# County Donegal
County Donegal (Irsk: Contae Dhún na nGall) (udlændingenes fæstning) er et county på 4.841 km² og 147264 indb. i provinsen Ulster i Irland.
Administrationsbyen er Lifford, mens den største by er Letterkenny.
Countyet er også kendt for at producere Donegal Tweed, der burges til bl.a. jakker og sixpence.

## Historie
Donegal blev beboet for over 9.000 år siden. Der er overalt mange arkæologiske minder om de førkristlige beboere, som fx de talrige gravmæler overalt i grevskabet.
I den sydlige del ligger Lough Derg, en kendt valfartsby til ære for St. Patrick. I byen Donegal ses ruinerne af Franziskanerklosteret Donegal fra det 15. århundrede og borgen Donegal Castle.

## Geografi
Det højeste punkt er Errigal, 752 moh.. Donegal består overvejende af et lavt bjerglandskab, med flere fjorde langs kysten. Fjordene Lough Swilly og Lough Foyle, som danner grænsen mod Nordirland, er de vigtigste. Slieve League er en af de højeste kystklipper i Europa, og Malin Head på halvøen Inishowen er Irlands nordligste punkt. Uden for kysten ligger øerne Arranmore og Tory Island, som er beboet og tilhører grevskabet. Der er også flere ubeboede øer.
Den ældste kendte irske bjergart er en gnejstype på øen Inishtrahull ud for kysten. Gnejsen er omkring 1,7 milliarder år gammel. I andre dele af Donegal er der fundet sten, som er aflejringer efter gletsjere. De viser, at Irland var delvist dækket af is i en af istiderne. Det er svært at tidsbestemme disse afsætninger nøjagtigt på grund af senere landhævninger.
Klimaet er mildt på grund af Golfstrømmen.

## Sprog
Dialekten af det irske gæliske sprog som tales i Donegal er distinkt og har optaget træk fra det skotsk gæliske. Det findes et gaeltacht (irsktalende område) i Donegal, en vestulsterdialekt. Tidligere var der også en gaeltacht på Inishowen, hvor man brugte østulsterdialekt. Donegalirsk har stærk indflydelse på irsk i det nordlige Irland, og det er med en markant anderledes udtale end den «officielle» i de irske radioudsendelser. Ulsterskotsk tales også i Donegal.

## Berømte mennesker
- Altan
- Columba
- Enya
- Daniel O'Donnell
- Clannad
- Moya Brennan

- Wikimedia Commons har flere filer relateret til County Donegal

54°55′N 8°00′V / 54.92°N 8°V
|  | Infoboks uden skabelon Denne artikel har en infoboks dannet af en tabel eller tilsvarende. |